# Platagarista albamedia
Platagarista albamedia là một loài bướm đêm trong họ Noctuidae.